# Archer Lodge
Archer Lodge – miasto w Stanach Zjednoczonych, w stanie Karolina Północna, w hrabstwie Johnston.